# 水野良樹
水野良樹（1982年12月17日—），是日本音樂團體生物股長的團長以及吉他手。出生於靜岡縣濱松市，5歲時曾短居東京都昭島市，隨後移居至神奈川縣海老名市，一橋大學社會學部畢業，血型A型。

## 人物

### 來歷
水野良樹在靜岡縣濱松市出生，五歲之前居於東京都昭島市，後來移居到神奈川縣海老名市。水野本來自幼稚園起到高校時期期間學習鋼琴，接觸吉他的原因是因爲覺得「非常酷」，小學六年級時的送別會上首次公開演奏CROSS ROAD。
高中就讀神奈川縣立厚木高等學校，從而認識山下穗尊。其後兩人社團活動後回家時討論，彼此目標成為像柚子一樣大受矚目的團體，因此組成了「生物股長」。其後，同學的妹妹吉岡聖惠也加入。
於2013年8月17日結婚，對象為圈外女子。2017年2月8日，兒子出生。

## 演出
電視
- 來賓和來賓（朝日電視台、2012年4月23日・4月30日）

水野が単独でテレビ出演するのはこれが初めてとなる。対談相手は渡部建（UNJASH）。
- 聖誕節的約定（TBS電視台、2012年12月25日・2013年12月25日、2014年12月25日、2015年12月24日）

いきものがかりは同番組に過去3回（2006年・2009年・2011年）出演しているが、2012年、2013年、2014年は水野単独で出演した。
- MUSIC SCHOP（RKB每日放送、2017年 - ）與河北麻友子共同擔任MC。
- たとえBAR (NHK綜合頻道、2018年8月18日・2019年3月30日) - バーのマスター 役
- 鬧鐘電視（富士電視台、2020年3月3日、3月10日、3月17日、3月24日） - マンスリーエンタメプレゼンター

電台
- いきものがかりの水野良樹ラジオ（NHK-FM、2013年8月18日（第1弾）、2014年1月4日（第2弾）、2015年1月4日（第3弾）、2016年1月3日（第4弾））
- SATURDAY NIGHT J-POP（橫濱FM放送、2015年4月4日 - 2016年3月16日）
- SONAR MUSIC（J-WAVE、2016年10月6日 - 2019年3月）- 毎週木曜日担当のナビゲーターとして出演。
- SPARK（J-WAVE、2019年4月 - 2020年3月） - 毎週月曜日担当のナビゲーターとして出演。

## 歌曲提供
除了自己所屬的樂團生物股長和HIROBA之外，水野良樹亦有提供歌曲給其他歌手。
| 演唱歌手                             | 歌曲名稱                         | 收錄                                                                    | 日期           | 參與部分                     |
| ------------------------------------ | -------------------------------- | ----------------------------------------------------------------------- | -------------- | ---------------------------- |
| （Sukima Switch、根本要、水野良樹）  | 約定（約束）                         |                                                                         |                | 作詞、作曲                   |
| TV戰士                               | [ 注 2 ]                         |                                                                         |                | 作詞、作曲                   |
| D-LITE                               | VENUS                            | 迷你專輯《D-DAY》                                                       | 2017年4月12日  | 作詞、作曲                   |
| D-LITE                               |                                  | 迷你專輯《》                                                            | 2017年10月12日 | 作詞、作曲                   |
| 關西傑尼斯8                          | 青春的全部（青春のすべて）                   | 專輯《》                                                                | 2017年6月28日  | 作詞、作曲                   |
|                                      | [ 注 3 ]                         |                                                                         |                | 作詞、作曲                   |
| 橫山大介                             |                                  | 同名單曲                                                                | 2017年8月23日  | 作詞、作曲                   |
| 橫山大介                             |                                  | 單曲《》                                                                | 2019年6月26日  | 作詞、作曲                   |
| 一青窈                               |                                  | 同名單曲                                                                | 2017年9月13日  | 作曲                         |
| （笨蛋節奏×水野良樹）                | [ 注 4 ]                         | 配信限定單曲                                                            | 2017年9月30日  | 作曲                         |
| 山本彩                               |                                  | 專輯《identity》                                                        | 2017年10月4日  | 作曲                         |
| 山本彩                               | 作詞、作曲                       | 專輯《identity》                                                        | 2017年10月4日  |                              |
| 和田現子                             |                                  | 精選專輯《THE LEGEND OF SOUL -AKIKO WADA 50th ANNIVERSARY BEST ALBUM-》 | 2017年10月25日 | 作詞、作曲                   |
| 井上苑子                             |                                  | 同名單曲                                                                | 2017年11月1日  | 作詞、作曲                   |
| 石丸幹二                             |                                  | 專輯《My Favorite Songs》                                               | 2017年11月8日  | 作詞、作曲                   |
| 友近（「」名義）                     |                                  | 專輯《》                                                                | 2017年11月15日 | 作曲                         |
| 大原櫻子                             |                                  | 同名單曲                                                                | 2017年11月22日 | 作詞、作曲                   |
| 大原櫻子                             |                                  | 專輯《Enjoy》                                                           | 2018年6月27日  | 作曲                         |
| 大原櫻子                             |                                  | 專輯《Passion》                                                         | 2020年2月5日   | 作詞、作曲                   |
| 坂本真綾                             | CLEAR                            | 同名單曲                                                                | 2018年1月31日  | 作曲                         |
| 花澤香菜                             |                                  | 同名單曲                                                                | 2018年2月7日   | 作詞、作曲                   |
| Sexy Zone                            |                                  | 專輯《XYZ=repainting》                                                  | 2018年2月14日  | 作詞、作曲                   |
| 五木宏&坂本冬美                      |                                  | 單曲《ラストダンス/雨の別れ道》                                         | 2018年2月14日  | 作詞、作曲                   |
| 五木宏&坂本冬美                      | 作曲                             | 單曲《ラストダンス/雨の別れ道》                                         | 2018年2月14日  |                              |
| 平原綾香                             |                                  | 配信單曲                                                                | 2018年3月2日   | 作詞、作曲                   |
| NOKKO                                | 翼                               | 專輯《TRUE WOMAN》                                                      | 2018年3月21日  | 作曲                         |
|                                      | [ 注 5 ]                         |                                                                         |                | 作曲                         |
| 足立佳奈                             |                                  | 同名單曲                                                                | 2018年5月30日  | 作詞、作曲                   |
| STARDUST PLANET                      | We Are "STAR"                    | 同名單曲                                                                | 2018年7月21日  | 作詞、作曲                   |
| 家入里昂                             |                                  | 單曲《》                                                                | 2018年8月1日   | 作曲                         |
| YURiKA                               |                                  | 同名單曲                                                                | 2018年8月15日  | 作曲                         |
| 石川小百合                           |                                  | 單曲《》                                                                | 2018年8月15日  | 作詞、作曲                   |
| 石川小百合                           | 作曲                             | 單曲《》                                                                | 2018年8月15日  |                              |
| 西川貴教（「」名義） with TV戰士2018 | DAIJOUBU!                        | 單曲《》                                                                | 2018年9月5日   | 作詞、作曲                   |
| Little Glee Monster                  |                                  | 同名單曲                                                                | 2018年11月14日 | 作曲                         |
| Little Glee Monster                  |                                  | 單曲《》                                                                | 2019年5月29日  | 作曲                         |
| Little Glee Monster                  | 作詞、作曲                       | 單曲《》                                                                | 2019年5月29日  |                              |
| （笨蛋節奏×大原櫻子）                |                                  | 配信限定單曲                                                            | 2018年12月1日  | 作曲                         |
| Re:vale                              | 激情                             | 專輯《Re:al Axis》                                                      | 2018年12月5日  | 作詞、作曲                   |
| DAOKO                                |                                  | 專輯《私的旅行》                                                        | 2018年12月12日 | 作曲                         |
| 畠山美由紀                           |                                  | 專輯《Wayfarer》                                                        | 2018年12月14日 | 作詞、作曲                   |
| 鈴木雅之                             | Love Dramatic feat. 伊原六花     | 同名單曲                                                                | 2019年2月27日  | 作詞、作曲                   |
| 鈴木雅之                             | DADDY! DADDY! DO! feat. 鈴木愛理 | 同名單曲                                                                | 2020年4月15日  | 作詞、作曲                   |
| 鈴木雅之                             | GIRI GIRI feat. すぅ             | 同名單曲                                                                | 2022年4月15日  | 作詞、作曲                   |
|                                      | [ 注 8 ]                         |                                                                         |                | 作詞、作曲                   |
| 由紀沙織                             |                                  | 專輯《》                                                                | 2019年3月20日  | 作詞、作曲                   |
| 渡邊美優紀                           |                                  | 專輯《17%》                                                             | 2019年4月3日   | 作曲                         |
| 藍井艾露                             | 今                               | 專輯《FRAGMENT》                                                        | 2019年4月17日  | 作詞、作曲                   |
| 川嶋愛                               | DUET                             | 專輯《Ai X》                                                            | 2019年5月15日  | 作詞、作曲                   |
| 前川清                               |                                  | 單曲《》                                                                | 2019年6月5日   | 作詞、作曲                   |
| 前川清                               | 作曲                             | 單曲《》                                                                | 2019年6月5日   |                              |
| 藤木直人                             |                                  | 專輯《20th -Grown Boy-》                                                | 2019年6月19日  | 作詞、作曲                   |
| 超特急                               | Revival Love                     | 同名單曲                                                                | 2019年11月20日 | 作詞、作曲                   |
| 稻泉Lyn                              | GIFT                             |                                                                         |                | 作詞                         |
| 木村拓哉                             | NEW START                        | 專輯《Go with the Flow》                                                | 2020年1月8日   | 作曲                         |
| Kizuna AI                            | the MIRACLE                      | 迷你專輯《Replies》                                                     | 2020年4月24日  | 作詞、與Yunomi共同作曲及編曲 |
| 上白石萌音                           |                                  | 配信單曲                                                                | 2020年5月11日  | 作詞、作曲                   |
| 冰川清志                             |                                  | 專輯《》                                                                | 2020年6月9日   | 作詞、作曲                   |
| 大橋彩香                             | START DASH                       | 專輯《WINGS》                                                           | 2020年12月16日 | 作詞、作曲                   |
| AiRBLUE                              |                                  | 同名單曲                                                                | 2021年1月6日   | 作詞、作曲                   |

## 書籍
- （2016年8月25日、小學館）[10]

## 外部連結
- 官方网站
- 水野良樹的X（前Twitter）
- 水野良樹的Instagram帳戶